# Fenglutárimid
A fenglutárimid a Parkinson-kór kezelésére használt antikolinerg (a központi idegrendszerben az acetilkolin nevű neurotranszmittert gátló) gyógyszer. 

## Készítmények[1]
- Aturban
- Aturbane

## Fordítás
Ez a szócikk részben vagy egészben  a   Phenglutarimide című angol Wikipédia-szócikk fordításán alapul.  Az eredeti cikk szerkesztőit annak laptörténete sorolja fel. Ez a jelzés csupán a megfogalmazás eredetét és a szerzői jogokat jelzi, nem szolgál a cikkben szereplő információk forrásmegjelöléseként.